# OTI 1974
Il terzo Festival della canzone iberoamericana si tenne a Acapulco, in Messico il 26 ottobre 1974 e fu vinto da Nydia Caro che rappresentava il Porto Rico.

## Classifica
| Paese                                                  | Artista              | Canzone                     | Posizione |
| Porto Rico                                             | Nydia Caro           | Hoy solo canto por cantar   | 1         |
| Guatemala                                              | Tania Zea            | Yo soy                      | 2         |
| Venezuela                                              | José Luis Rodríguez  | Vuelve                      | 3         |
| Spagna                                                 | Lya Uya              | Lapicero de madera          | 4         |
| Ecuador                                                | Hilda Murillo        | Las tres mariposas          | 5         |
| Rep. Dominicana                                        | Charytín Goyco       | Alexandra                   | 5         |
| Nicaragua                                              | Hernaldo Zúñiga      | Gaviota                     | 7         |
| Cile                                                   | José Alfredo Fuentes | Amor, volveré               | 8         |
| Honduras                                               | Moisés Canela        | Río viejo, río amigo        | 9         |
| Uruguay                                                | María Elisa          | La montaña de la vida       | 9         |
| Antille Olandesi                                       | Humberto Nivi        | Quédate                     | 9         |
| El Salvador                                            | Félix López          | Todo será de nosotros       | 9         |
| Messico                                                | Enrique Cáceres      | Quijote                     | 9         |
| Bolivia                                                | Jenny                | Los muros                   | 14        |
| Panama                                                 | Marcos Rodríguez     | La tierra es de todos       | 15        |
| Colombia                                               | Isadora              | Porque soy la mujer, esperé | 15        |
| Stati Uniti                                            | Rosita Peru          | Pero... mi tierra           | 15        |
| Brasile                                                | Agnaldo Rayol        | Porque                      | 18        |
| Perù                                                   | César Altamirano     | Mujer primera               | 18        |
| Luogo: Teatro Juan Ruiz de Alarcón - Acapulco, Messico |                      |                             |           |